# Karl Bushby

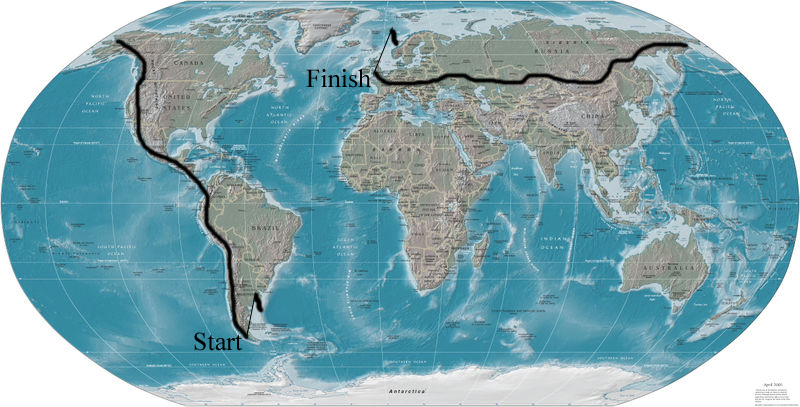
En karta över expeditionens tänkta väg.

Karl Bushby, född 1969, före detta fallskärmsjägare från Storbritannien som för närvarande håller på med projektet att bli den första mannen som vandrat från Sydamerika runt hela vägen utan att flyga över hav. Hans expedition är känd som Goliatexpeditionen.
Resan startade i Punta Arenas, Chile, den 1 november 1998 och han har hittills avverkat över 27 000 kilometer (april 2006). Med över 30 000 kilometer kvar att gå så kommer han med den fart han hade tills 2006 att återvända till sitt hem i Kingston upon Hull, England år 2009. Karl har redan gått genom Sydamerika, Centralamerika och Nordamerika. Resan är planerad att ta 12 år, och är ca 58 000 kilometer lång totalt.
I mars 2006 korsade Bushby och den franske äventyraren Dimitri Kieffer det 80 km breda Berings sund till fots. Det är mycket besvärligt eftersom isen driver mycket och det blir mycket vallar etc. De blev gripna av ryska gränstrupper när de gick i land nära den ryska byn Uelen då de inte registrerade ankomsten vid en gränskontroll utan gick iland ändå (det finns ingen gränskontroll där eftersom folk inte brukar gå över sundet). Den 5 maj 2006 gav dock ryska myndigheter Bushby tillåtelse att fortsätta sin resa, normalt förbjuds man besöka landet efter en sådan förseelse. Under ett tillfälligt besök tillbaka i Alaska (med flyg) mötte han Rosie Swale-Pope som redan gått och sprungit sträckan från Europa till Alaska (fast hon flög över Berings sund).
Färden vidare har bjudit på stora problem. Framför allt får han bara vistas i Ryssland 90 dagar i taget, och sedan lämna landet för att söka nytt visum och vistelsetillstånd i regionen. Eftersom flyg bara går varje vecka kan han bara gå i 60 dagar per gång och praktiken per år. Området är framkomligt bara på vintern eftersom det inte finns vägar och det är mycket träsk och floder som är opasserbara på sommaren.